# Monoflosse

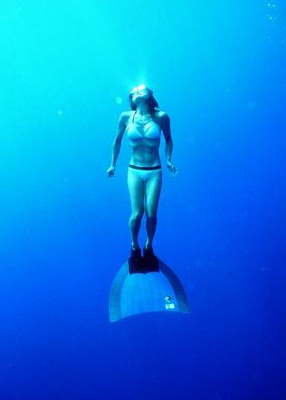
Apnoetaucherin mit Monoflosse

Die Monoflosse ist eine speziell gestaltete Flosse für Flossenschwimmer und Apnoetaucher. Sie wird vor allem von Tief-, Strecken-, Orientierungstauchern und Schmetterlingsschwimmern sowie beim Mermaiding verwendet. Der Bewegungsablauf ähnelt dem von Walen oder Delfinen.
Die Flosse hat eine 12 bis 15 Mal größere Vortriebsfläche als die menschlichen Füße. Das Flossenblatt ist meist aus glasfaserverstärktem oder kohlenstofffaserverstärktem Kunststoff. In der Mitte der Vorderkante befindet sich ein Fußteil für beide Füße. Dieses ist aus Gummi und im Inneren meist mit weichem Neopren gepolstert.
Der Vortrieb erfolgt durch eine wiederholte, sehr kraftvoll schlagende Wellenbewegung. Sie startet unterhalb des Brustbeins und verläuft bis in das Flossenende. Der Oberkörper, einschließlich der Arme, ist möglichst hydrodynamisch in Schwimmrichtung gestreckt.
Ein geübter Schwimmer kann damit im Sprint Geschwindigkeiten von über 3 bis 4 m/s (10,8 bis 14,4 km/h) erreichen.